# Reims Aviation

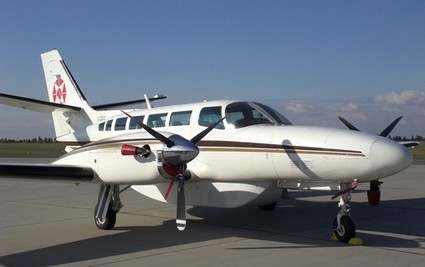
Reims F406, el único modelo aún en producción

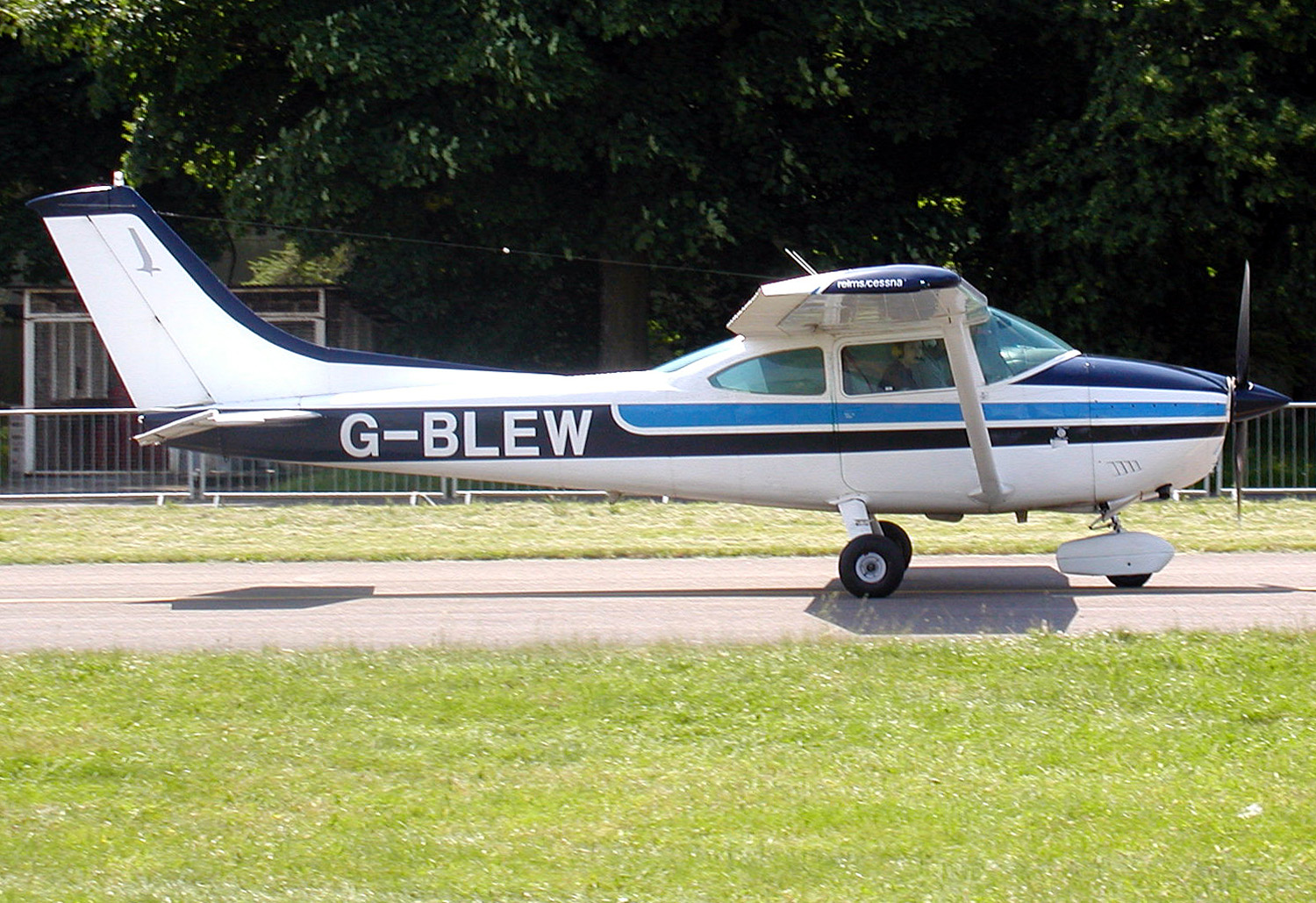
1977 Reims F182Q

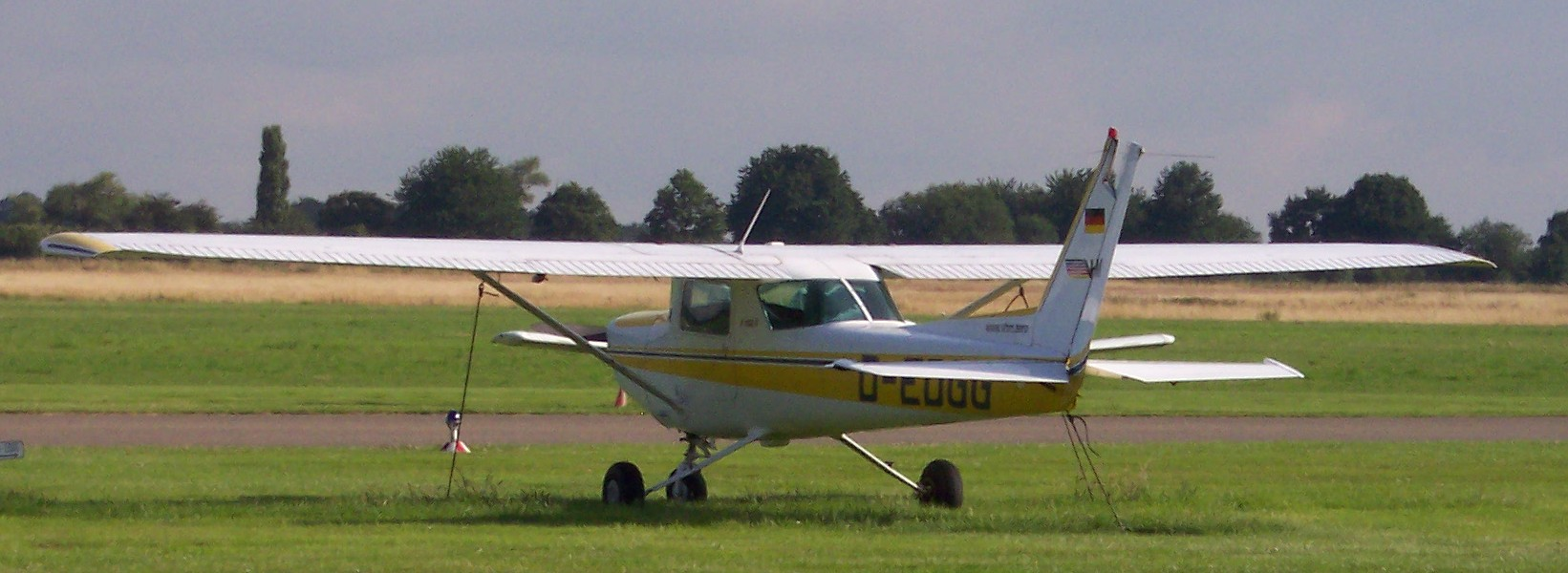
Reims F152

Reims Aviation es una empresa francesa de construcciones aeronáuticas radicada en la ciudad de Reims y que actualmente se dedica a la producción del Reims F406, versión europea del Cessna 406.

## Historia
Max Holste, fundador de la compañía, construyó su primer avión en 1931, un aparato ligero biplaza llamado SHB1. En 1946 fundó su propia empresa en el centro de Reims. En los años 50 aparecieron dos nuevos modelos, el Broussard MH1521 de 1950 y el Super Broussard MH260 de 1959. En 1960 llegó a un acuerdo de cooperación con Cessna para producir aviones ligeros para el mercado europeo. Reims Aviation nació oficialmente en 1962, dedicándose principalmente a la fabricación del F172 Reims Rocket, una versión más potente del Cessna 172. En 1989 Reims Aviation recompró todas sus acciones controladas por Cessna pasando a ser una constructora aeronáutica privada totalmente francesa. La producción de monomotores fue abandonada, de manera que únicamente se sigue fabricando el Reims F406.

## Otras actividades
Además de dedicarse a la producción del F406, Reims aviation instala equipos de aviónica en aeronaves y proporciona servicios de mantenimiento, reparaciones y mejoras para aviones, helicópteros y su equipamiento.

## Modelos fabricados
Nótese que solamente el F406 sigue fabricándose. Todos los aviones fueron fabricados en colaboración con Cessna. 
- Reims F150 (Cessna 150)
- Reims F152 (Cessna 152)
- Reims F172 (Cessna 172)
- Reims F177 (Cessna 177)
- Reims F182 (Cessna 182)
- Reims F337 (Cessna 337)
- Reims F406